# Cheboygan County
Cheboygan County is een county in de Amerikaanse staat Michigan.
De county heeft een landoppervlakte van 1.853 km² en telt 26.448 inwoners (volkstelling 2000). De hoofdplaats is Cheyboygan.

## Bevolkingsontwikkeling

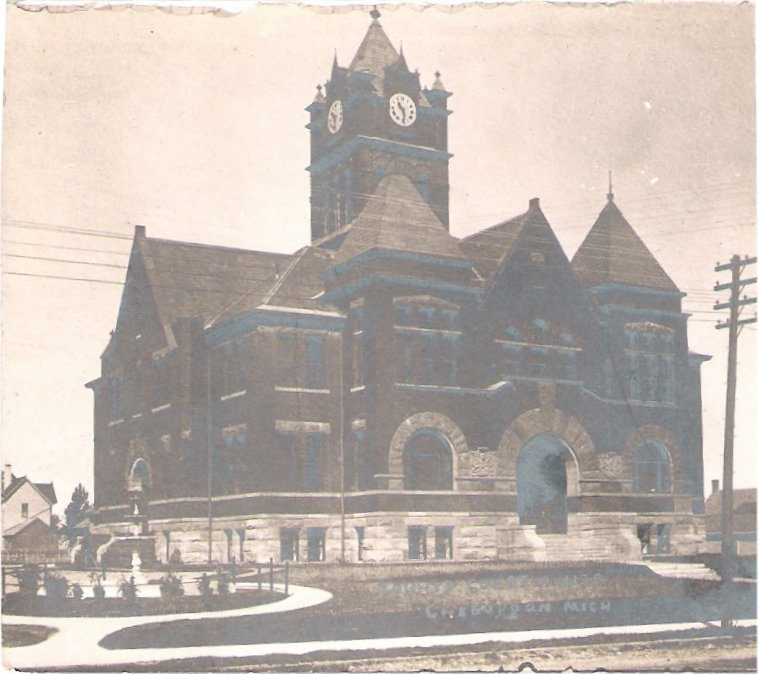
Cheboygan County Courthouse rond 1910